# Gelis rotundiventris
Gelis rotundiventris là một loài tò vò trong họ Ichneumonidae.